# カルハットの都市遺跡
座標: 北緯22度42分 東経59度22分 / 北緯22.700度 東経59.367度
カルハットの都市遺跡（カルハットのとしいせき）は、アラビア半島の東岸沿いに位置する11-15世紀に栄えた商業港の遺跡からなるオマーンの世界遺産である。

## 概要
オマーンの首都マスカットの南東に位置するカルハットの都市遺跡は、内壁と外壁に囲まれており、その更に外側にはネクロポリスが広がっている。都市は11世紀から15世紀の間アラビア半島東岸で著名な港湾のひとつであり、アラブ種のウマ、ナツメヤシ、香料、香辛料、真珠などの重要な輸出港としてホルムズ王国によって統治されていたが、16世紀にポルトガルの攻撃により放棄された。都市遺跡はアラビア半島東岸と東アジア、インド、中国および東南アジアを結ぶ交易網を物語る考古学的物証と位置づけられている。明確な建造物としては、ビビ・マリヤム廟のみが残っている。

## 登録基準
この世界遺産は世界遺産登録基準のうち、以下の条件を満たし、登録された（以下の基準は世界遺産センター公表の登録基準からの翻訳、引用である）。
- (2) ある期間を通じてまたはある文化圏において、建築、技術、記念碑的芸術、都市計画、景観デザインの発展に関し、人類の価値の重要な交流を示すもの。

- (3) 現存するまたは消滅した文化的伝統または文明の、唯一のまたは少なくとも稀な証拠。